# جيوفاني ديبيرسون ماوريسيو

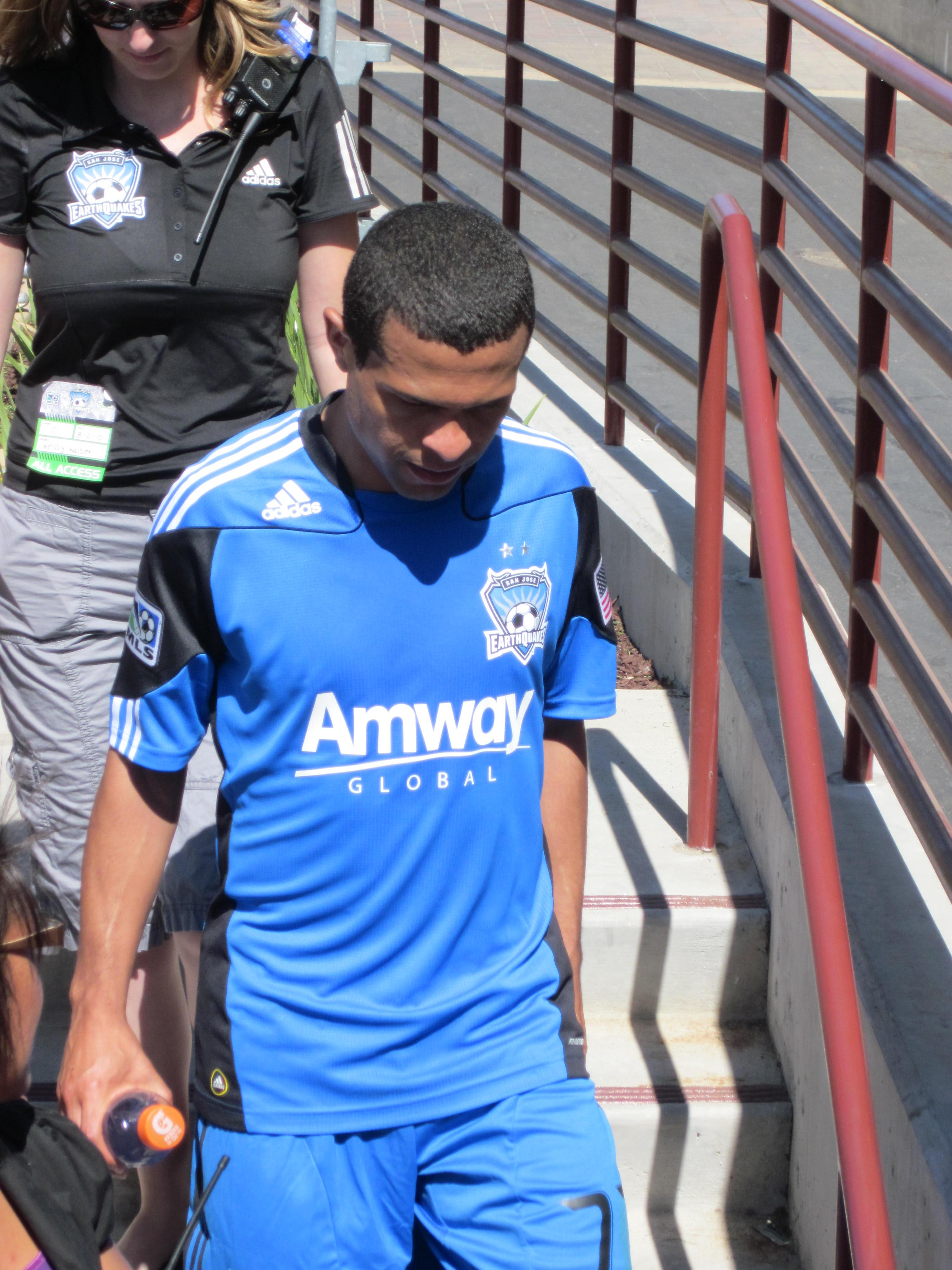

جيوفاني ديبيرسون ماوريسيو (بالبرتغالية: Geovanni‏) (مواليد 11 يناير 1980 في أكاياكا - البرازيل) لاعب كرة قدم برازيلي يلعب حاليا لصالح نادي الدرجة الممتازة هال سيتي الإنجليزي منذ 2008 في مركز الوسط المهاجم كما يجيد اللعب في مركز المهاجم .

## روابط خارجية
- جيوفاني ديبيرسون ماوريسيو على موقع الاتحاد الدولي (مؤرشف)  (الإنجليزية)
- جيوفاني ديبيرسون ماوريسيو على موقع قاعدة بيانات كرة القدم.إي يو (الإنجليزية)
- جيوفاني ديبيرسون ماوريسيو على موقع ناشيونال فوتبول تيمز (الإنجليزية)
- جيوفاني ديبيرسون ماوريسيو على موقع Soccerbase.com (لاعب) (الإنجليزية)
- جيوفاني ديبيرسون ماوريسيو على موقع Soccerway.com (الإنجليزية)
- جيوفاني ديبيرسون ماوريسيو على موقع عالم كرة القدم.نت (الإنجليزية)
- جيوفاني ديبيرسون ماوريسيو على موقع أوليمبيديا (الإنجليزية)